# Lithophane merceda
Lithophane merceda är en fjärilsart som beskrevs av Smith 1904. Lithophane merceda ingår i släktet Lithophane och familjen nattflyn. Inga underarter finns listade i Catalogue of Life.